# チカッパ
チカッパ（欧字名:Chikappa、2021年4月12日 - ）は、日本の競走馬。主な勝ち鞍に2024年の東京盃、北海道スプリントカップ。
馬名の意味は、「ものすごく、とても」（博多弁）。

## 経歴

### 2歳（2023年）
6月4日阪神芝1400mの2歳新馬戦でデビュー。3番手追走から抜け出しを図るもアトロルーベンスに交わされて2着に敗れる。7月1日中京芝1400mの2歳未勝利戦で不良馬場に泣き6着に敗れると、3戦目よりダートに矛先を変え2戦連続で2着となる。10月21日新潟ダート1200mの2歳未勝利戦では好位追走からしぶとく抜け出すと最後は後続に3馬身差をつけ5戦目で初勝利を挙げる。11月11日のオキザリス賞2着を挟み、12月23日中山ダート1200mの2歳1勝クラスでは中団から鋭く脚を伸ばすと後続に2馬身半差をつけ2勝目を挙げる。

### 3歳（2024年）
2月18日のヒヤシンスステークスで始動。3番手追走も直線で伸びを欠き5着に敗れるも、次走の昇竜ステークスでは2番手追走から最後の直線で逃げ粘るジョージテソーロとの叩き合いをハナ差制して3勝目をマークする。4月29日の兵庫チャンピオンシップ（JpnII）は2・3番手追走も軽快に逃げるエートラックスを捕え切れず3馬身差の2着と完敗する。8月15日に行われた北海道スプリントカップ（JpnIII）では道中中団から脚を伸ばすと、先に抜け出したエートラックスをかわして先頭に立ち2馬身差をつけて快勝し重賞初制覇を果たした。10月3日、大井競馬場で行われた東京盃（JpnII）では古馬と初対戦となったが、道中は最内を追走し直線で馬場の真ん中から馬群を抜けて優勝。3歳馬の勝利は2005年アグネスジェダイ以来19年ぶりであった。その後は11月4日に佐賀競馬場で行われるJBCスプリント（JpnI・1400m）に出走、タガノビューティーとの接戦に首差で敗れて2着となった。さらに12月8日のカペラステークスに出走したが6着に敗れ、3歳シーズンを終えた。

### 4歳（2025年）
4歳シーズンは2月22日にサウジアラビア・キングアブドゥルアジーズ競馬場で行われるリヤドダートスプリント（G2）の招待を受諾し、初の海外遠征に臨んだが、後方のままで見せ場なく10着と敗れた。その後は4月5日のアラブ首長国連邦ドバイ・メイダン競馬場で行われるドバイゴールデンシャヒーン（G1）への招待を受けたが辞退し、帰国して国内のダートグレード競走などへの出走を模索することとなった。

## 競走成績
以下の内容は、JBISサーチ、netkeiba.comおよびRacing Postに基づく。
| 競走日     | 競馬場 | 競走名            | 格     | 距離（馬場）  | 頭 数 | 枠 番 | 馬 番 | オッズ （人気） | 着順 | タイム （上り3F） | 着差 | 騎手        | 斤量 [kg] | 1着馬（2着馬）       | 馬体重 [kg] |
| ---------- | ------ | ----------------- | ------ | ------------- | ----- | ----- | ----- | --------------- | ---- | ----------------- | ---- | ----------- | --------- | -------------------- | ----------- |
| 2023.06.04 | 阪神   | 2歳新馬           |        | 芝1400m（良） | 8     | 2     | 2     | 005.90（4人）   | 02着 | R1:24.5（34.7）   | -0.1 | 0和田竜二   | 55        | アトロルーベンス     | 484         |
| 0000.07.01 | 中京   | 2歳未勝利         |        | 芝1400m（不） | 7     | 4     | 4     | 003.60（2人）   | 06着 | R1:25.3（37.9）   | -1.5 | 0和田竜二   | 55        | ジュントネフ         | 480         |
| 0000.09.09 | 阪神   | 2歳未勝利         |        | ダ1400m（良） | 12    | 6     | 7     | 003.90（1人）   | 02着 | R1:26.7（39.0）   | -0.2 | 0鮫島克駿   | 55        | オーケーカルメン     | 480         |
| 0000.09.30 | 阪神   | 2歳未勝利         |        | ダ1200m（良） | 8     | 2     | 2     | 001.50（1人）   | 02着 | R1:13.3（37.3）   | -0.0 | 0鮫島克駿   | 55        | カネトシゴウト       | 484         |
| 0000.10.21 | 新潟   | 2歳未勝利         |        | ダ1200m（重） | 14    | 8     | 14    | 001.70（1人）   | 01着 | R1:12.1（37.0）   | -0.5 | 0永島まなみ | 53        | （サトミノエガオ）   | 482         |
| 0000.11.11 | 東京   | オキザリス賞      | 1勝    | ダ1400m（良） | 16    | 7     | 13    | 078.0（14人）   | 02着 | R1:25.2（37.5）   | -0.1 | 0横山典弘   | 56        | ノヴァエクスプレス   | 478         |
| 0000.12.23 | 中山   | 2歳1勝クラス      |        | ダ1200m（良） | 15    | 7     | 13    | 003.60（2人）   | 01着 | R1:11.6（36.9）   | -0.4 | 0横山武史   | 56        | （エスカル）         | 482         |
| 2024.02.18 | 東京   | ヒヤシンスS       | L      | ダ1600m（良） | 11    | 4     | 4     | 017.00（6人）   | 05着 | R1:37.3（37.9）   | -1.0 | 0R.キング   | 57        | ラムジェット         | 482         |
| 0000.03.10 | 中京   | 昇竜S             | OP     | ダ1400m（良） | 9     | 6     | 6     | 005.10（4人）   | 01着 | R1:25.4（37.0）   | -0.0 | 0三浦皇成   | 57        | （ジョージテソーロ） | 482         |
| 0000.04.29 | 園田   | 兵庫CS            | JpnII  | ダ1400m（良） | 11    | 1     | 1     | 007.00（4人）   | 02着 | R1:28.9（39.5）   | -0.5 | 0吉村智洋   | 57        | エートラックス       | 477         |
| 0000.08.15 | 門別   | 北海道スプリントC | JpnIII | ダ1200m（稍） | 13    | 7     | 10    | 005.30（3人）   | 01着 | R1:12.6（36.8）   | -0.4 | 0武豊       | 56        | （エートラックス）   | 498         |
| 0000.10.03 | 大井   | 東京盃            | JpnII  | ダ1200m（良） | 14    | 4     | 6     | 007.70（4人）   | 01着 | R1:11.3（36.5）   | -0.1 | 0横山典弘   | 55        | （マックス）         | 497         |
| 0000.11.04 | 佐賀   | JBCスプリント     | JpnI   | ダ1400m（良） | 12    | 8     | 11    | 002.40（1人）   | 02着 | R1:26.8（37.6）   | -0.0 | 0武豊       | 56        | タガノビューティー   | 497         |
| 0000.12.08 | 中山   | カペラS           | GIII   | ダ1200m（良） | 16    | 6     | 11    | 005.10（2人）   | 06着 | R1:10.3（35.7）   | -0.2 | 0横山典弘   | 58        | ガビーズシスター     | 500         |
| 2025.02.22 | KAA    | リヤドDS          | G2     | ダ1200m（Fs） | 12    | 8     | 2     | 014.00（4人）   | 10着 | R1:13.76          | -2.6 | 0武豊       | 57        | Straight No Chaser   | 計不        |
| 0000.06.25 | 浦和   | さきたま杯        | JpnI   | ダ1400m（不） | 12    | 7     | 9     | 009.40（4人）   | 07着 | R1:24.6（37.2）   | -1.4 | 0武豊       | 57        | シャマル             | 501         |
| 0000.08.11 | 盛岡   | クラスターC       | JpnIII | ダ1200m（稍） | 14    | 4     | 6     | 002.30（2人）   | 04着 | R1:09.7（34.5）   | -0.5 | 0武豊       | 57        | サンライズアムール   | 504         |

- 海外の競走の「枠番」欄にはゲート番を記載
- サウジアラビアのオッズ・人気はRacing Postのもの（日本式のオッズ表記とした）
- 競走成績は2025年8月11日現在

## 血統表
| チカッパの血統                | チカッパの血統                                                                        | チカッパの血統                                                                        | （血統表の出典）                                                                      | （血統表の出典）    |
| 父系                          | サンデーサイレンス系                                                                  | サンデーサイレンス系                                                                  | サンデーサイレンス系                                                                  | [ § 2 ]             |
| 父 リアルスティール 2012 鹿毛 | 父の父ディープインパクト 2002 鹿毛                                                    | *サンデーサイレンス                                                                   | Halo                                                                                  | Halo                |
| 父 リアルスティール 2012 鹿毛 | 父の父ディープインパクト 2002 鹿毛                                                    | *サンデーサイレンス                                                                   | Wishing Well                                                                          |                     |
| 父 リアルスティール 2012 鹿毛 | 父の父ディープインパクト 2002 鹿毛                                                    | *ウインドインハーヘア                                                                 | Alzao                                                                                 | Alzao               |
| 父 リアルスティール 2012 鹿毛 | 父の父ディープインパクト 2002 鹿毛                                                    | *ウインドインハーヘア                                                                 | Burghclere                                                                            |                     |
| 父 リアルスティール 2012 鹿毛 | 父の母*ラヴズオンリーミー Loves Only Me 2006 鹿毛                                     | Storm Cat                                                                             | Storm Bird                                                                            | Storm Bird          |
| 父 リアルスティール 2012 鹿毛 | 父の母*ラヴズオンリーミー Loves Only Me 2006 鹿毛                                     | Storm Cat                                                                             | Terlingua                                                                             |                     |
| 父 リアルスティール 2012 鹿毛 | 父の母*ラヴズオンリーミー Loves Only Me 2006 鹿毛                                     | Monevassia                                                                            | Mr.Prospector                                                                         | Mr.Prospector       |
| 父 リアルスティール 2012 鹿毛 | 父の母*ラヴズオンリーミー Loves Only Me 2006 鹿毛                                     | Monevassia                                                                            | Miesque                                                                               |                     |
| 母 ユニキャラ 2016 鹿毛       | 母の父Into Mischief 2005 鹿毛                                                         | Harlan's Holiday                                                                      | Harlan                                                                                | Harlan              |
| 母 ユニキャラ 2016 鹿毛       | 母の父Into Mischief 2005 鹿毛                                                         | Harlan's Holiday                                                                      | Christmas in Aiken                                                                    |                     |
| 母 ユニキャラ 2016 鹿毛       | 母の父Into Mischief 2005 鹿毛                                                         | Leslie's Lady                                                                         | Tricky Creek                                                                          | Tricky Creek        |
| 母 ユニキャラ 2016 鹿毛       | 母の父Into Mischief 2005 鹿毛                                                         | Leslie's Lady                                                                         | Crystal Lady                                                                          |                     |
| 母 ユニキャラ 2016 鹿毛       | 母の母Joke 1998 鹿毛                                                                  | Phone Trick                                                                           | Clever Trick                                                                          | Clever Trick        |
| 母 ユニキャラ 2016 鹿毛       | 母の母Joke 1998 鹿毛                                                                  | Phone Trick                                                                           | Over the Phone                                                                        |                     |
| 母 ユニキャラ 2016 鹿毛       | 母の母Joke 1998 鹿毛                                                                  | Tour                                                                                  | *フォーティナイナー                                                                   | *フォーティナイナー |
| 母 ユニキャラ 2016 鹿毛       | 母の母Joke 1998 鹿毛                                                                  | Tour                                                                                  | Fun Flight                                                                            |                     |
| 母系(F-No.)                   | (FN:13-c)                                                                             | (FN:13-c)                                                                             | (FN:13-c)                                                                             | [ § 3 ]             |
| 5代内の近親交配               | Storm Cat 3×5 = 15.63％ Mr. Prospector 4×5 = 9.38％ Clever Trick 5･4（母内） = 9.38％ | Storm Cat 3×5 = 15.63％ Mr. Prospector 4×5 = 9.38％ Clever Trick 5･4（母内） = 9.38％ | Storm Cat 3×5 = 15.63％ Mr. Prospector 4×5 = 9.38％ Clever Trick 5･4（母内） = 9.38％ | [ § 4 ]             |
| 出典                          | 1. 2. 3. 4.                                                                           | 1. 2. 3. 4.                                                                           | 1. 2. 3. 4.                                                                           | 1. 2. 3. 4.         |

- 従兄弟にアメリカでGI3勝を挙げたZensationalがいる。